# Parque nacional Phong Nha-Kẻ Bàng
El Parque Nacional Phong Nha-Kẻ Bàng es un parque nacional en la provincia de Quảng Bình en Vietnam, a unos 450 kilómetros al sur de Hanói, 50 kilómetros al norte de Đồng Hới, 310 kilómetros al norte de Da Nang y 1.250 kilómetros al norte de la ciudad Ho Chi Minh. El parque fue reconocido en el año 2003 como Patrimonio de la Humanidad por la Unesco. El parque abarca una superficie de 85.754 ha y una zona de protección de 195.400 ha. Este parque se creó para proteger una de las dos mayores zonas de karst del mundo, así como para preservar el ecosistema de bosque de región caliza de la zona de la Cordillera Annamita en la costa centro-norte de Vietnam.
Este parque tiene 300 cuevas con una longitud total de 70 kilómetros; espeleólogos británicos y vietnamitas han explorado solo 20 de ellos. Hay muchos ríos, cascadas y corrientes subterráneos.
El subsuelo del Parque Nacional Phong Nha-Kẻ Bàng es una de las dos regiones de piedra caliza más grandes del mundo; por lo tanto el lugar alberga varios cientos de cuevas y grutas. Los largos pasajes subterráneos son embellecidos por estalactitas y estalagmitas. En 2005, fue descubierta aquí una nueva especie de geco.
En abril de 2009, unos exploradores británicos descubrieron una nueva cueva, llamada Hang Son Doong, que podría considerarse la cueva más grande del mundo. También descubrieron 20 nuevas cuevas con una longitud total de 56 kilómetros.

## Historia de exploración
Inscripciones Champa grabadas en estelas y altares hallados en la caverna, ponen de manifiesto que estas cavernas estaban habitadas cuando este sector formaba parte de reino de Champa, mucho tiempo antes de que el pueblo vietnamita llegara hasta aquí en su expansión hacia el sur. En 1550, Dương Văn An fue el primer vietnamita en escribir acerca de la caverna de Phong Nha. La caverna se halla representada en 9 urnas en la ciudadela de Huế de la dinastía de Nguyễn.
En 1824, el Rey Minh Mang nombró la caverna de Phong Nha “Diệu ứng chi thần” (Hán Tự: 妙應之神); también fue nombrada por reyes de Nguyen como “Thần hiển linh” (Hán Tự: 神顯靈). A finales del Siglo XIX, Léopold Michel Cadière, un sacerdote católico francés condujo una expedición para explorar la caverna de Phong Nha en la que descubrió manuscritos Champa. Posteriormente declaró la caverna de Phong Nha “la caverna número uno de Indochina”. En julio de 1924, un explorador inglés, Barton, declaró que la caverna de Phong Nha está en segundo lugar tras el gouffre de Padirac (Francia), y Cuevas del Drach (España) en cuanto a su belleza [9]. En 1935, un habitante local descubrió accidentalmente una hermosa caverna a 1 km de la entrada de la caverna Phong Na, a una altura de unos 200 m. Se la llamó caverna de Tiên Sơn (literalmente, caverna de cuento de hadas), o caverna Seca, por el hecho de que su interior se parece a los cuentos de hadas, y no hay río subterráneo.
En 1937, la oficina del turismo del Gobernador Francés en Huế publicó un folleto turístico de Quảng Bình en la que se incluía la caverna de Phong Nha. Este sitio de excursión se consideraba en segundo lugar en la Indochina francesa. Antes de 1990, hubo varias exploraciones conducidas por Vietnamitas y grupos extranjeros pero el sector seguía siendo mal conocido. De 1990 en adelante, se produce un cambio de dirección en las actividades, tanto de exploración como de investigación, con lo cual se obtuvieron varios documentos para presentarlos a la UNESCO para que considerase la zona como Patrimonio de la Humanidad.
Por primera vez en 1990, la Universidad de Hanói aceptó la propuesta de cooperación de la Asociación Británica de Investigación de Cavernas, lo que permitió esfuerzos combinados en la exploración y búsqueda de cavernas y cavidades en la zona. La primera exploración se llevó a cabo en 1990 por parte de un grupo con miembros de la Asociación Británica de Investigación de Cavernas y la Facultad de Geología y Geografía de la Universidad de Hanói, dirigidos por Howard Limbert. Exploraron exhaustivamente una gran parte de la Caverna de Vom. En 1992, en una segunda exploración compuesta por un grupo de 12 científicos británicos y 6 de la Universidad de Hanói, se exploraron 7.729 m de la caverna de Phong Nha y 13.690 m de la caverna de Vom, además de cavernas y grutas adyacentes. En 1994, un grupo de 11 científicos británicos y 5 profesores vietnamitas de la Universidad de Hanói efectuó una tercera exploración.
A partir de los resultados de estas tres exploraciones, se puso en manos del gobierno vietnamita el conocimiento más completo de los sistemas de cavernas y grutas en este parque, para el desarrollo de protección, planificación y turismo del mismo.
Posteriores exploraciones se realizaron en 1999, por parte de científicos del Centro Tropical Ruso-Vietnamita, que exploraron la zona de Ke Bang, y en 2005, cuando científicos de la Asociación Británica de Investigación de Cavernas descubrieron una nueva caverna que llamaron Caverna del Paraíso (động Thiên Đường). Los científicos británicos la consideraron la 'mayor y más hermosa caverna de la zona de Phong Nha-Kẻ Bàng.
El 1 de junio de 2006, el Ministerio de Información y cultura vietnamita publicó una colección de sellos con paisajes de Phong Nha-Kẻ Bàng.
En abril de 2009, se descubre una caverna de un tamaño de 6,5 km con una cavidad preliminar de 150 m. Este lugar, que forma parte de las 20 nuevas cavidades identificadas por un grupo de espeleólogos británicos, se califica como el más grande del mundo. Así pues, después de 25 días de aventuras, desde finales de marzo, los exploradores, miembros de la Asociación de estudios de las grutas del Reino Unido, descubrieron el lugar en la región rocosa al oeste de Quảng Bình, en el conjunto espeleológico de Phong Nha-Kẻ Bàng.

## Localización
El parque nacional de Phong Nha-Kẻ Bàng, situado en el norte de la cordillera annamitique, en la provincia de Quảng Bình, en el centro de Vietnam, se creó a finales de 2001, a raíz de una decisión del Gobierno. Él s' actuaba en realidad de rehabilitar la reserva natural de Phong Nha-Kẻ Bàng, d' una superficie de 85.754 hectáreas. Esta región se considera como uno de los más antiguos relieves cársticos d' Asia; data de más de 400 millones d' años. El parque se sitúa alrededor de 30 kilómetros a l' oeste del Mar de China meridional y la carretera nacional 1, cerca de carretera y de 28 kilómetros a l' oeste de ferrocarril Saigon-Hanoi y es accedido por la carretera o el carril d' agua en el barco por l' estuario en mar de sur de China hacia arriba. Hay un pequeño aeropuerto cerca del parque accesible en l' helicóptero o los pequeños aviones (base aérea de Khe Gat), una base aérea empleada por el Ejército del Aire de Vietnam del Norte durante la guerra de Vietnam, en particular, en la batalla de Đồng Hới. Le parc national de Phong Nha - Kẻ Bàng se extiende por el territorio de los municipios (xã) de Tân Trach, Thuong Trach, Phuc Trach, Xuan Trach y Sơn Trạch, del distrito de Bố Trạch y una pequeña parte del distrito de Minh Hóa en el centro de la provincia de Quảng Bình, a 40 kilómetros al noroeste de Đồng Hới, la capital provincial. El parque se confina a l' oeste por la zona cárstica de Hin Namno en la provincia de Khammouane en Laos. Por la carretera, el parque se encuentra en aproximadamente 450 kilómetros al sur de Hanoï, la capital de Vietnam, y a 260 km septentrionales de Đà Nẵng en el centro del país. Antes de volver un parque nacional, este sector era una reserva natural que s' extendía sobre 5.000 hectáreas. La reserva fue declarada oficialmente por el Gobierno vietnamita el 9 de agosto de 1986 y verano ampliada a 41.132 ha en 1991. El 12 de diciembre de 2001, el Primer Ministro vietnamita transformó esta reserva en parque nacional por la decisión 189/2001/QĐ-TTG. El parque se creó para proteger los recursos del bosque, en particular la biodiversidad, y preservar el valor científico de la fauna y la flora, en particular, de las especies indígenas raras, en la región de la costa central del Norte. El parque cubre una superficie total 857,54 km ² dividida en tres zonas: la zona estrictamente protegida (648,94 km ²), la zona ecológica de restablecimiento (174,49 km ²) y la zona administrativa de servicio (34,11 km ²).

## Geología

### Historia geología
El carst de Phong Nha-Kẻ Bàng evolucionó puesto que el paleozoico (hay alrededor de 400 millones de años) y es así el sector de carst principal más antiguo en Asia. Fue propenso a cambios tectónicos masivos, e implica una serie de tipos de roca que se intercalan de las maneras complejas. Probablemente tanto autocar siete niveles importantes diferentes de desarrollo de carst se produjeron debido al levantamiento tectónico y los niveles cambiantes de mar, así el paisaje de carst de Phong Nha-Kẻ Bàng es extremadamente complejo con la cumbre geodiversidad y muchas configuraciones géomorficas de importancia considerable. Como muchas zonas de Vietnam, fue propenso al cambio tectónico ancho, y así se intercalan las calizas de Phong Nha con un determinado número de otras rocas. Hay también pruebas irrefutables que la solución sulfurosa y la acción hidrotérmica desempeñó un papel importante en la formación del paisaje y sus cavernas, aunque esto aún no haya evaluado correctamente La región de Phong Nha-Kẻ Bàng es hoy resultado de 5 etapas de la Tierra; desarrollo y movimiento de corteza de en este sector:
- Ordovicien - etapa silurienne preliminar (alrededor de 450 mi)
- Etapa devoniana Media-tarde (alrededor de 340 mi)
- Carbonífero-Pérmico (alrededor de 300 mi)
- Etapa orogénica mesozoica
- Etapa cenozoica.

### Significado geológico
Phong Nha-Kẻ Bàng es una de las dos regiones de caliza del mundo. En comparación de 41 otros sitios de patrimonio mundial que tienen carstes, Phong Nha tiene condiciones géomorphiques, geológicas y bióticas diferentes. Los carstes de Phong Nha pueden trazarse de nuevo a l' era de Palaeozoic, hay 400 millones d' años. Esto hace a Phong Nha el carst principal más antiguo en Asia. Si el Hin Namno sobre l' oeste (en el territorio laosiano) y Phong Nha debía combinarse con el parque nacional en una reserva continua, la reserva combinada sería el más grande bosque de carst de supervivencia en Sudeste asiático (317.754 Ha.). Generalmente hay dos grupos de formas de relieve en la región de Phong Nha-Kẻ Bàng, a saber formas de relieve no cársticas y cársticas. las formas de relieve No Cársticas incluyen tres tipos: Los medios y la baja cúpula-bloquear de las montañas desarrolladas en los macizos magmáticos intrusivos; Los cinturones denudación-estructurales medios de montaña desarrollados en las rocas terrígenas de l' edad cretácea; y las partes bajas bloquent-denudational de los cinturones de montaña desarrollados en d' otras rocas terrígenas. Las formas de relieve cársticas en este sector son de carst tropical típico que se dividen en dos grupos de formas: Las formas cársticas sobre la superficie que incluye el carst de cono y vuelta, los karrens, los valles y las dolinas, el poljé de frontera, etc… El carst subterráneo que se compone de las cavernas. En comparación de tres otros parques nacionales d' UNESCO: los sitios de patrimonio mundial de s en Sudeste asiático, a saber parque nacional del Gunung Mulu en Malasia, parque nacional del río subterráneo de Puerto Princesa en Palawan de Filipinas y parque nacional de Lorentz en Irian occidental de l' Indonesia y algunas otras regiones de carst en Tailandia, China, Papúa Nueva Guinea, carst en el park nacional de Phong Nha-Kẻ Bàng es más antiguas, tiene más complicado la estructura geológica; distintos ríos subterráneos y de complejo. Topografía [modificarse] Phong Nha-Kẻ Bàng contiene también dos docenas de picos de montaña con más de 1.000 metros de altura. Los picos más notables son los Co Rilata (1 128 m) y Co Preu (1 213 m). Los armazones en la superficie cárstica de l' subida de parque al tamaño típico de sobre 800 m constituyen una gama continua a lo largo de límite Laosiano-Vietnamita, cuyas notables cumbres sobre 1.000 m son:
| - Phu-Tạo (1174m) - Co-Unet (1150m) - Phu-Canh (1095m) - Phu-Mun (1078m) - Phu-Tu-En (1078m) - Phu-On-Chinh (1068m) |  |  | - Phu-Dung (1064m) - Phu-TU-Ôc (1053m) - Phu-Long (1015m) - Phu-Ôc (1015m) - Phu-Dong (1002m) |

S' insertan en estos picos, de las cumbres de 800 a 1.000 m:
| - Phu Sinh (965m) - Phu Co tri (949m) - Phu On Boi (933m) - Phu-Tu (956m) |  |  | - Phu-Toan (905m) - Phu-Phong (902m) - Ma-Ma (835m) |

El sector topográfico no cárstico explica un bajo porcentaje, distribuyendo principalmente en círculo externo de piedra a cal en el norte, el noreste y el sureste de este parque nacional. El tamaño de estas cumbres varía de 500 a 1.000 m con las divisiones profundas y el elevado nivel en pendiente de 25-30o. Hay algunos estrechos valles a lo largo de los chorros como la fractura d' AM, la fractura de Cha Lo, la fractura de Chua Ngút y un valle a lo largo de río de Rao Thuong en el borde el más el más al sur. En la dirección al norte-sur, allí existe las notables cumbres: Phu Toc Vu (1 000 m), Mã Tác (1 068 m), Cổ Khu (886 m), U Bò (1 009 m), Co Rilata (1 128 m). La más arriba cumbre en el sector no cárstico y también el summt más elevado de este parque nacional es Co Preu (1 213 m), una cumbre en el borde el más el más al sur del parque.

## Las grutas
La formación cárstica del parque nacional de Phong Nha-Kẻ Bàng evolucionó desde el Paleozoico (hay alrededor de 400 millones de años) y es la más antigua región cárstica importante en Asia. A raíz de los cambios tectónicos importantes, el paisaje cárstico del parque está extremadamente complejo y presente numerosas características geomorfológicas muy importantes. Este extenso paisaje, que se extiende hasta la frontera de la República democrática popular lao, oferta de los fenómenos espectaculares, incluidos numerosas grutas y ríos subterráneos que se extienden sobre más de 65 kilómetros. En 2005, un equipo de espeleólogos de la Asociación real de Gran Bretaña acaba de descubrir en el parque nacional de Phong Nha-Kẻ Bàng, patrimonio natural mundial en la provincia central de Quảng Bình, una nueva gruta bautizada Thien Duong (paraíso). Entre los otros lugares cársticos notables del Sudeste asiático, se tienen en cuenta grandes lugares de Vietnam y China; las grutas Niah y Gomantong en el este de Malasia que presentan cada una gran biodiversidad y una gran importancia paleontológica/arqueológica; numerosas zonas cársticas de Indonesia, en particular, lo celebran lugar de Gunung Sewu a Java - uno de los arquetipos de las formas de relieve cárstico tropical; las extensas redes de grutas y ríos subterráneos de Papúa Nueva Guinea como Atea Kanada, Mamo Kanada, Selminum Tem y las montañas de Nakanai en Nueva Bretana; muchos de los parques nacionales de Tailandia y grandes regiones cársticas aún poco exploradas RDP lao. Mucho de estos lugares son no obstante más jóvenes y mucho menos complejos y no compiten con el Phong Nha-Kẻ Bàng desde el punto de vista de su contribución al conocimiento de la historia geológica de la región. El único que recuerda mucho el Phong Nha-Kẻ Bàng es el carst vecino, en RDP lao, de Hin Namno y Khammoune. Según criterios generales, que tienen en cuenta la totalidad del sistema cárstico, el Phong Nha-Kẻ Bàng debe verse como uno de los lugares cársticos más importantes del Sudeste asiático. Sin embargo, como para bien otros aspectos del sitio, hay una ausencia de conocimientos y labores de investigación llevadas a cabo, de modo que se demostrará la importancia del lugar no se establecerá completamente y que cuando se estudie con tanto rigor que mucho otros lugares.

### Gruta de Phong Nha
Esta caverna cuyo nombre al sistema entero y al parque se deriva es famosa para sus formaciones de roca que recibieron nombres como el "; Lion";, el "; Caves" mágico;, el "; Court" real;, y el "; Buddha";. Esta caverna es de 7729 m de longitud, contiene 14 grutas, con un m-largo río 13.969 subterráneo. Los científicos examinaron 44,5 kilómetros de grutas en esta caverna jusqu' aquí, pero los turistas pueden solamente penetrar a una distancia de las cavernas 1500 m. Phong Nha, como la mayoría de las cavernas en este sector, ininterrumpidamente fueron formados por el río por Chay. Como se entra más lejos en la caverna, más las estalactitas y la mirada de estalagmitas son ilusoria como centellan tan luminoso luz se brillan sobre ellos. El río de hijo pasa en la boca de la caverna y sigue pasando bajo de tierra, donde él designado bajo el nombre del río de Nam Aki, luego este río surge a un sitio 20 kilómetros a la montaña próxima al sur de presa d' unidad central Pha. La caverna principal de Phong Nha incluye 14 habitaciones, conectadas por un río submarino que funciona 1.5 kilómetro. Los pasillos secundarios s' unen a lejos en todas las direcciones. La caverna externa y algunas de las cavernas interiores tienen techos que dominan entre 25 y 40 metros sobre el nivel d' agua. De la 14.o habitación hay d' otros pasillos que conducen a las grandes habitaciones igualmente, pero este sector prueba más peligrosos para exploradores debido a l' erosión continua de la piedra a cal de la caverna. La caverna poco profunda se localiza 800 metros de la boca de caverna, donde hay un paisaje espectacular de la arena y la roca. A el jut de estalactitas y estalagmitas afuera le gustan los árboles extraños, las imaginaciones del notable visitante pasionante.

### Gruta de Tiên Son
La caverna Tiên su es otra bonita caverna en la región de Phong Nha-Kẻ Bàng. Un habitante local descubrió la caverna de hijo de Tien accidentalmente en 1935. Se sitúa en el municipio de Su Trach, distrito de Bo Trach. La boca d' entrada de Tiên su es a 1 kilómetro de caverna de Phong Nha, a un altutude de 200 el Sr. Esta caverna es de 980 m de longitud. Se sitúa un agujero 10m profundo 400 m de la boca d' entrada, luego una caverna subterránea largo de 500 m, del peligrosas para turistas y es pues abierto d' expeditionists profesionales solamente. Como la caverna de Phong Nha, esta caverna implica las estalactitas espectaculares y las estalagmitas formados como varios cuentos de hadas. La estalactita y las columnas y las paredes de estalagmita aquí crean extraño se asemeja a la del gong y el tambor si se afectan con la mano. Según los científicos británicos de caverna, la caverna de hijo de Tien era decenas creadas hay de millón d' años cuando una corriente de l' agua perforó este armazón de piedra a cal en el Phon Nha-Ke Bang. Después de una serie de formas de relieve y movimiento de las rocas, esta masa se aumentó a l' ayuda d' una palanca o reducida, bloqueada la corriente y creada lo que es ahora caverna de hijo de Tien mientras que el río subterráneo reorientaba su corriente a la caverna de Phong Nha. Aunque Phong Nha y cavernas de Tien-Son estén situadas junto a l' un l' otro, él n' hay ninguna gruta de secuencia el uno con el otro.

### Gruta de Paraíso
En 2005, un equipo de espeleólogos de la Asociación real de Gran Bretaña acaba de descubrir en el parque nacional de Phong Nha-Kẻ Bàng, patrimonio natural mundial en la provincia central de Quảng Bình, una nueva gruta bautizada Thien Duong (paraíso). Caverna de Thien Duong (paraíso) es una caverna recientemente encontrada en este sector. Es considerada por los científicos británicos de caverna como la más grande y más larga caverna en el Phong Nha-Kẻ Bàng, con las estalactitas y las estalagmitas las más bonitas y más espectaculares en parque. Sin embargo, los turistas pueden solamente visitar alrededor de ciento metros y una reseña completa n' a no llevado con todo debido al peligro qu' puede crear en el lado más alejado y en consecuencia se limita el conocimiento de esta caverna y este resto un misterio a los científicos.

### Gruta de Sơn Đoòng
En abril de 2009, una caverna larga de 6 5 km para una anchura preliminar de 150 m se descubrió en el parque. Este lugar, que forma parte de las 20 nuevas cavidades identificadas por un grupo de exploradores británicos, se declara la más grande del mundo. Gruta Su Dông (vietnamita: Hang Sơn Đoòng, o la caverna de montaña) una caverna que se descubrió en abril de 2009. Esta gruta fue encontrada en verano por los científicos británicos de una asociación británica para la búsqueda de las cavernas, se declara la más grande caverna del mundo. La sala más grande de Sơn Doong es de más de cinco kilómetros de longitud, 200 metros de alto y 150 metros de amplio. Con estas dimensiones enormes, Su Doong recupera la caverna Deer de parque nacional del Gunung Mulu en Malasia para tomar el título la más grande caverna del mundo. Puesto que el río subterráneo fluido en la caverna desalientó a los exploradores de ir más lejos, pueden solamente considerar la longitud de la caverna que utiliza una linterna. Efectuarán aún más d' exploración en un futuro próximo. Un hombre local había descubierto la caverna en 1991, pero no podría acordarse la manera a la caverna jusqu' a enero de 2008. De a finales de marzo al 14 de abril de 2009, ayudó a los exploradores a cruzar el paso de bosque de 10 kilómetros para acceder a la boca de caverna. Debido a la dificultad en la travesía en la caverna así como condiciones peligrosas en la caverna, la caverna se abrirá solamente de científicos en un futuro próximo.

## Hidrografía

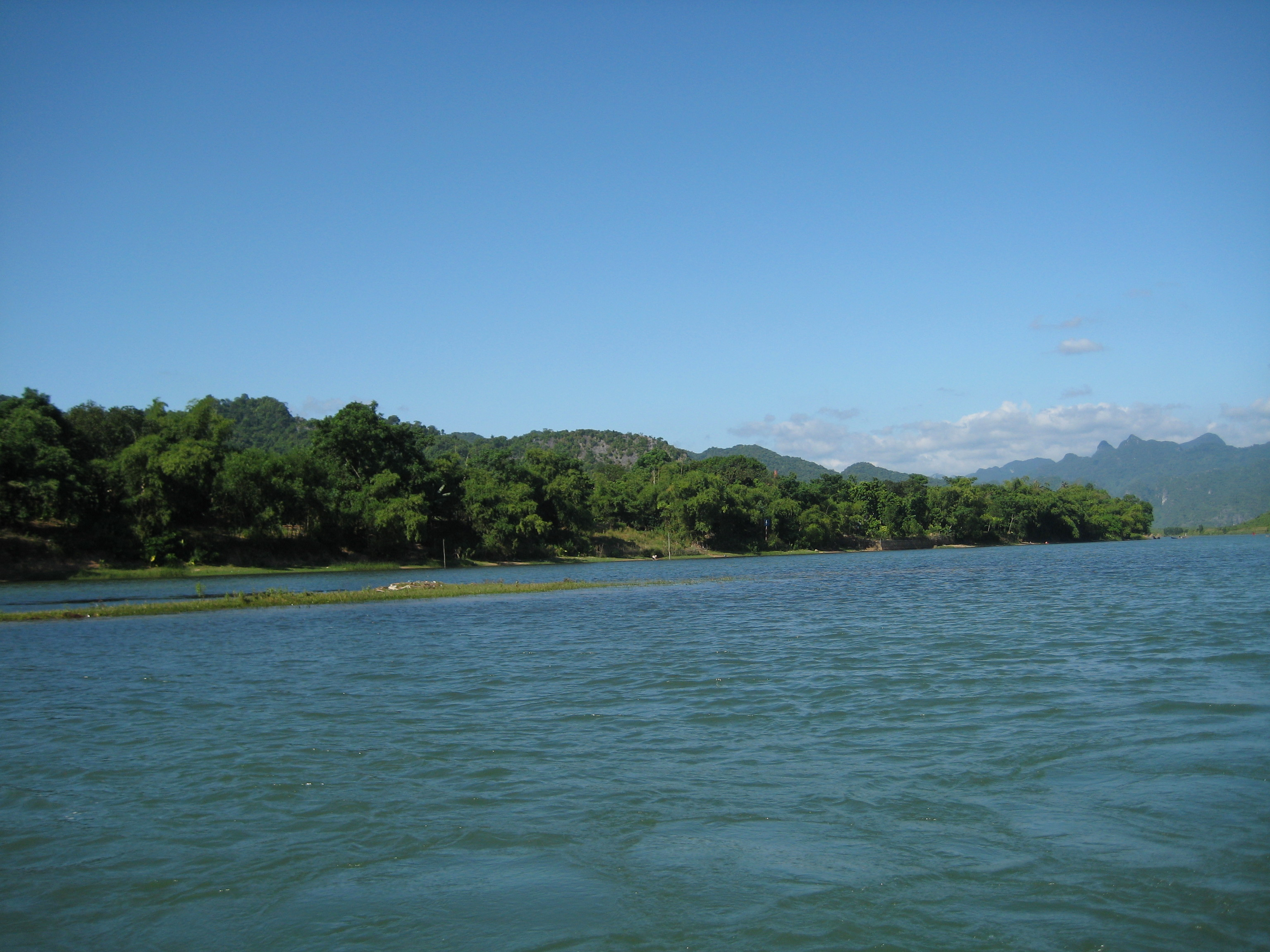
Río Son en Phong Nha Ke Bang.

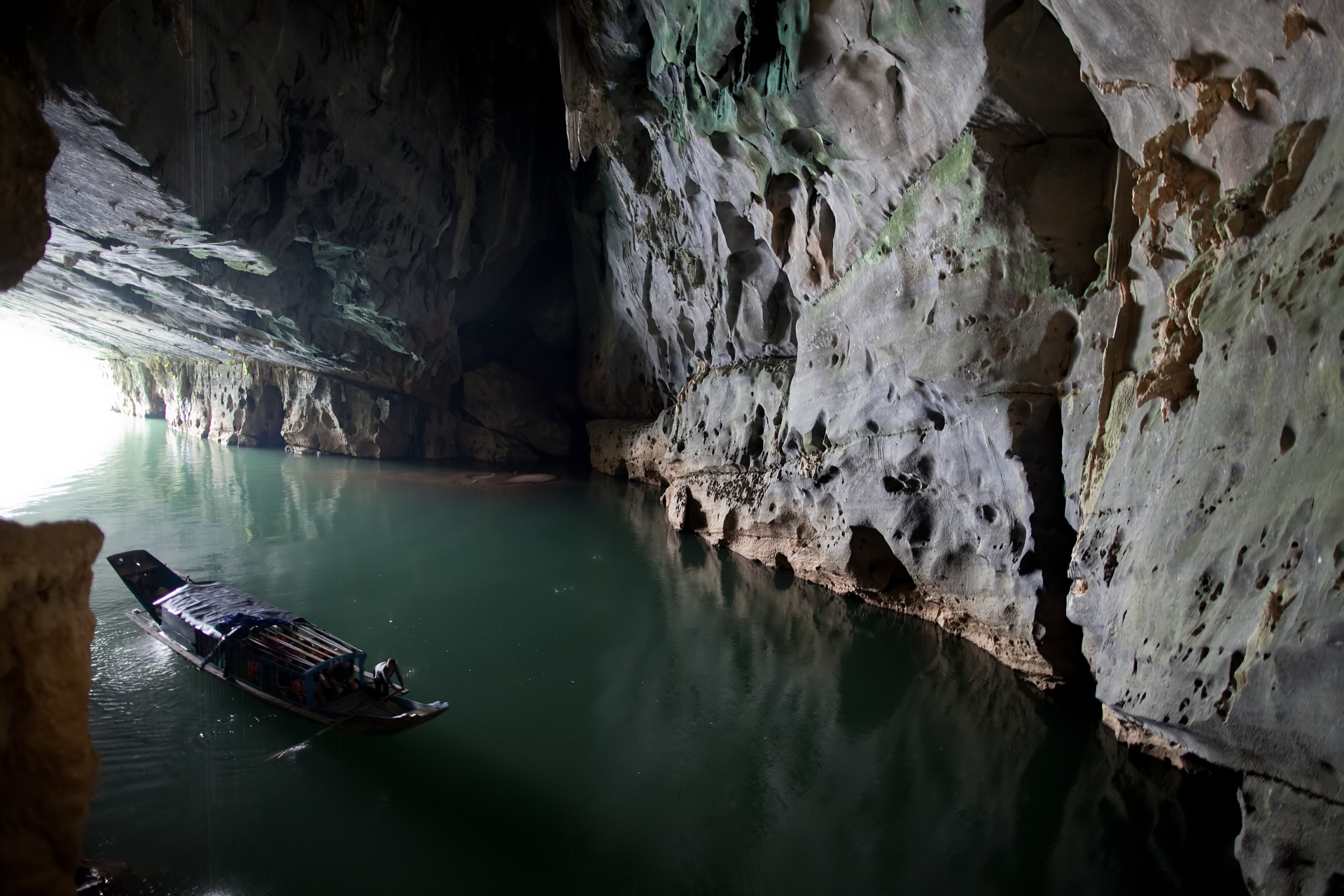
Río subterráneo adentro Phong Nha.

Con los sistemas de grutas y cavernas, Phong Nha posee el más largo río subterráneo. El Sonido y el Chày son los ríos principales de este parque nacional y formaron la mayoría de las cavernas. El Sonido pasa en la boca de la caverna de Phong Nha y pasa bajo tierra. Él l' llama entonces Nam Aki en lengua lao. Surge 20 kilómetros al sur de la montaña de Pu Pha Perjuicio. Hay más de diez chorros, resortes y caídas d' agua espectaculares en la región de Phong Nha-Kẻ Bàng: caída d' agua de Gió, cae d' agua de Sra. Loan, chorro de Mọc brillante d' una gama de armazón de piedra a cal, y del chorro d' Trạ Ang.
.

## Clima
Como el resto de la región de Costa Central del Norte y la provincia de Quảng Bình en particular, el clima de este parque nacional es tropical, caliente y húmedo. La temperatura media anual es 23 25 °C, con un máximo de 41 °C l' verano y un mínimo de 6 °C l' invierno. Los meses más calientes en esta región son junio, julio y agosto, con una temperatura media 28 °C, y los meses más fríos son diciembre, enero y febrero, con una temperatura media del 18 °C. Las precipitaciones anuales son de 2.000 a 2.500 milímetros y un 88% de las precipitaciones tienen lugar entre julio y diciembre. Con más de 160 días de lluvia al año, ningún mes n' está sin lluvia. L' humedad relativa anual media es 84%.

## Fauna y flora
Cubriendo una superficie de más de 200.000 hectáreas, el parque nacional Phong Nha-Kẻ Bàng consta de numerosas grutas espléndidas, los yacimientos arqueológicos y los vestigios históricos preciosos y d' un bosque tropical natural a una alta biodiversidad. El bosque alberga 751 especies vegetales superiores, cuyas 36 especies figuran en el Libro Rojo de Vietnam. En el parque nacional viven 381 especies animales que dependen de cuatro clases de los vertebrados terrestres, especialmente Gekko scienciadventura y Cyrtodactylus phongnhakebangensis. Los biólogos descubrieron 3 especies raras d' orquídea. Las orquídeas encontraron aquí son: Paphiopedilum malipoense, Paphiopedilum dianthum, Paphiopedilum concolor. En 1996 IUCN clasificados estas especies d' orquídea en peligro de l' extinción en un próximo futuro.

### Flora
Un 96,2% de este parque nacional está cubierto de bosques que albergan 735 especies de plantas vasculares, distribuidas en 413 clases y 140 familias, cuyas 36 especies figuran en el Libro Rojo de Vietnam. 
Las especies arbóreas más comunes en este parque son Hopea sp. , Sumbaviopsis albicans, fragraeoides Garcinia, hsienmu Burretionendron, tabularis Chukrasia, aroboreum Photinia y Saletti Dysospyros. Las plántulas solo puede crecer en los agujeros y grietas en la piedra caliza donde el suelo se ha acumulado, por lo general, la regeneración después de la perturbación es lenta. El tipo de bosque en este parque nacional está dominada por especies de árboles de hoja perenne con árboles de hoja caduca dispersos como Dipterocarpus Kerri, acuminadas Anogeissus, pinnata Pometia y calyculata Lagerstroemia. En este parque, las familias de plantas dominantes son las lauráceas, Fagacaeae, Theaceae y Rosaceae, con algunas gimnospermas dispersos como Podocarpus imbricatus, neriifolius Podocarpus, y fleuryi Nageia En este parque nacional, existe un bosque de 50 km² de Calocedrus macrolepis en la piedra caliza (Calocedrus rupestris) con alrededor de 2.500 árboles, 60.000 plantas por km². Este es el bosque más grande con este árbol en Vietnam. La mayoría de los árboles aquí tienen 500-600 años. Estos árboles se enumeran en el grupo 2A (raro, muy y explotación limitada) en consideración de la carta oficial 3399/VPCP-NN con fecha del 21 de junio de 2002, una enmienda al decreto 48 por el Gobierno de Vietnam. La Universidad nacional de Hanói, en combinación con el centro de búsquedas del Parque Nacional de Phong Nha-Kẻ Bàng, han descubierto 1.320 especies adicionales en este parque, cuyos algunos grupos se evalúan como especial raros y preciosos. Los biólogos descubrieron 3 especies raras de orquídeas. Las orquídeas encontraron aquí son: Paphiopedilum malipoense, Paphiopedilum dianthum, Paphiopedilum concolor. En 1996 la IUCN clasifica estas especies de orquídeas en peligro de extinción en un futuro próximo.

### Fauna

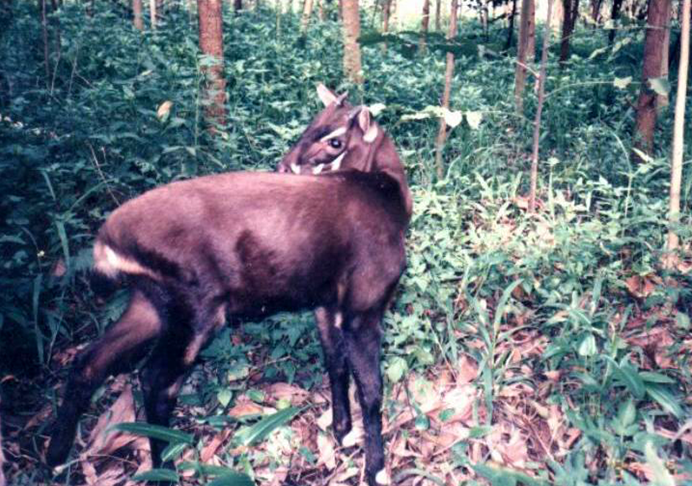
Saola en Phong Nha-Kẻ Bàng

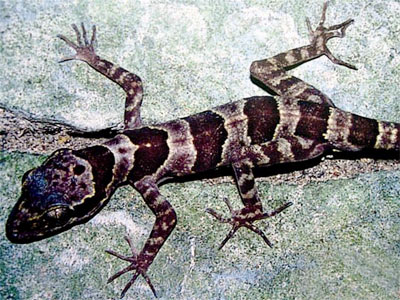
Cyrtodactylus phongnhakebangensis en Phong Nha-Kẻ Bàng

En el parque nacional viven 381 especies de vertebrados, 65 de las cuales de mamíferos, 260 d' pájaros, 53 de reptiles, 22 d' anfibios y 61 de pescados d' agua dulce, especialmente, especies endémicas en este parque nacional constan de: Burretiodendron hsienmu, Cryptocarya lenticellata,Deutrizanthus tonkinensis, Eberhardtia tonkinensis, Heritiera macrophylla, Hopea sp., Illicium parviflorum, Litsea baviensis, Madhuca pasquieri, Michelia faveolata, Pelthophorum tonkinensis, Semecarpus annamensis, Sindora tonkinensis. El parque está al lugar de más de 200 especies d' pájaro, incluidas de varios pájaros raros como: Arborophila charltonii, Picus rabieri, Anorrhinus austeni, Stachyris herberti e Jabouilleia danjoui.
Una reseña iniciática llevada por los científicos rusos y vietnamitas del centro tropical Vietnam-Rusia (financiado por WWF) registró 259 especies de mariposa de 11 familias. Casi todos los gravó importantes de mariposa a Vietnam pueden encontrarse en Phong Nha - Ke Bang. 59 especies registradas de reptil y d' anfibio, 18 se enumeran en recopilación roja de Vietnam y 6 se enumeran en la lista roja d' IUCN d' animales amenazados. Las 72 especies de pescados incluyen 4 especies endémicas en el sector, incluida Chela quangbinhensis. el parque está a la casa más de a 200 especies d' pájaro, incluidas de varios pájaros raros como: Arborophila charltonii, Picus rabieri, Anorrhinus austeni, Stachyris herberti e Jabouilleia danjoui. Hay de buena evidencia para el faisán vietnamita (hatinhensis de Lophura) y de las especies imperiales Lophura hatinhensis) y Lophura imperialis a la región de Phong Nha - Kẻ Bàng.

## Turismo
El parque es accesible por la carretera (carretera nacional 1 o la carretera Ho Chi Minh; por ferrocarril a la estación de Đồng Hới de ferrocarril Saigon-Hanoi; por vía aérea gracias al aeropuerto de Đồng Hới (Aeropuerto Internacional de Nội Bài en Hà Nội ahora y aeropuerto Internacional de Tan Son Nhat a ciudad Ho Chi Minh hasta el verano 2009). El Gobierno provincial de Quảng Bình invirtió a mejorar las facilidades de servicio cerca de Phong Nha-Kẻ Bàng para transformarlo en uno de los destinos de turistas importantes de Vietnam. El Gobierno local autorizó muchos proyectos turista para transformarlo en sitio turístico importante en Vietnam. Phong Nha-Kẻ Bàng forma parte de un programa de promoción de turismo llamado: " carretera de patrimonio de Central de Vietnam; lo que incluye el capital antiguo de Hue, santuario de Mỹ Sơn, la ciudad de Hội An
. El número de turistas aumentó considerablemente desde que el parque fue clasificado por l' UNESCO.
Las actividades de turistas en parque nacional de Phong Nha-Kẻ Bàng son organizadas por las agencias de viaje locales y bajo varias formas:
- Visita a las cavernas y grutas en barcos y con medios profesionales d' expedición de caverna.[31]
- Turismo ecológico, descubriendo el florae y la fauna en el bosque en este parque nacional.[32]
- Se sube a la montaña, trekking: hay las montañas en pendiente extremas aquí con un tamaño de más 1.000 m, que es un verdadero reto para los trepadores aventurero.[31]

Uno de los sitios de excursión de aventura es remo hacia arriba sobre el río de Chay en los bosques primitivos, ya que el río se vuelve sinuoso con varias caídas d' agua y remolinos jusqu' para que los turistas llegan en Trộ Moợng. Se incluyó esta excursión sitúa se examinó y en los agentes de viaje locales sin contar que l' excursión d' exploración de caverna. En parque de Phong Nha-Kẻ Bàng, hay es de los 50 m-alto cae d' agua de 50 m-alto, cae d' agua de Bodega. Hay un toro que el campo llamado Ran Bò (campo de toro) dado que los toros salvajes vienen habitualmente y se reproducen en la temporada d' acoplamiento. Hay también algunas atracciones turísticas interesantes en este parque como Nước Ngang (Cama.: Resorte horizontal), un resorte funciona horizontalmente verticalmente en vez de como d' práctica; Ðá Nằm (piedra de acroupissement), una piedra bloqueando una corriente de chorro; Chân Thớt (picadora), une pierre couper-panneau-formée. Pero sobre todo, la escena más espectacular es este sector es Nước Trồi (chorro de refrentado), un chorro preparando tierra. Varios chorros aquí funcionan para uno de fondo, luego desaparecen bajo la tierra. Gracias al desarrollo de turismo en este parque nacional, alrededor de 1000 residentes tienen los trabajos en turismo. El centro provincial para l' turismo ecológico y la cultura en Phong Nha-Kẻ Bàng tiene actualmente 248 barcos, creando empleos para 500 gentes del país. Cada barco tiene dos barqueros cualificados ganar VND70,000 al día. Esta renta es relativamente alta para campesinos en esta provincia. Este centro puso en marcha también en 2000 un programa para formar d' antiguos registradores para trabajar como fotógrafos que toman fotografías para turistas y alrededor de 300 antiguos registradores hacen ahora esto.

## Gestión
La administración del parque emplea 115 personas, zoólogos, botánicos, a silviculteurs, a sociólogos, economistas. Este personal falta d' autoridad frente a los contraventores, y d' equipamientos como helicópteros, y de fondos suficientes, así it'; s duro a tratar eficazmente de las amenazas normales y humanas para el parque. Una zona semisalvaje de 0,18 km², rodeada por la barrera de hilo eléctrica, salvada para las especies de primacía se creó en este parque. Este proyecto es financiado por Zoologische Gesellschaft Francfurt (Alemania con el fin de proporcionar un santuario para 10 especies de las primacías, nemaeus incluidos el francois trachypithecus hatinhensis, el langur douc o de pygathrix nemaeus. Esta zona de protección conviene a l' hábitat de primacías.

### Amenazas para la vida salvaje
Amenazas para la biodiversidad hay dos pueblos de los grupos étnicos d' Arem y de Mi Coong en la zona de núcleo del Parque Nacional de Phong Nha-Kẻ Bàng. En la zona-tampón, hay una población de 52.001 habitantes. Son principalmente grupos étnicos de Kinh y d' otros grupos minoritarios de Chut y Vân Kiêu, buen número d' el uno con el otros productos de bosque d' hazaña en tanto qu' elemento de sus vidas. L' aumento de los visitantes a este parque es un problema también al parque desde la contaminación inesperada (contaminación de l' agua, residuos), de los impactos humanos en cavernas y las grutas pueden dañar ellas y especialmente amenazar la biodiversidad. La caza es una amenaza significativa para la fauna porque las personas locales tienen una gran demanda de consumo sobre la carne salvaje y esto contribuyó a la disminución significativa de las especies como el cerdo, el binturong y las primacías salvajes. Mientras que las autoridades locales no tomaron ninguna acción judicial, sin embargo, algunos funcionarios y policías son los propietarios de los restaurantes que sirven de la carne de animales salvajes expulsados de este parque nacional. Phong Nha-Kẻ Bàng no es actualmente significativo para la protección de tigres, elefantes asiáticos, y toros salvajes [35]. Se cogió a anguilas raras como la Anguila marmorota y Anguila bicolo y consumido en grandes números por los residentes y servido de especialidades en los restaurantes dado que los habitantes locales creen son Viagra natural. L' explotación excesiva de la madera rara como van la madera de Mun (Diospyros spp.) y van madera de abuchea (Dalbergia rimosa) y los aceites de los árboles como el balansea de canela, bastón a la causa un agotamiento de estas fábricas en muchos sectores del parque. Maneje el batidor la población en cavernas y las grutas hacen frente también a la perturbación por actividades humanas. La carretera de Ho Chi Minh, Route 20 cruzando la zona marginal y la carretera de unión que vincula estas dos carreteras que cruzan la zona de núcleo contribuyen también el peligro a la fauna en este parque nacional, especialmente poblaciones de Trachypithecus hatinhensis y de Langur negro. Durante la construcción de esta carretera, las respiraciones y d' otras actividades guardaron varias primacías a partir de su hábitat regular. Debido a la pobre gestión por el Gobierno local, se lograron muchos sectores de bosque en la zona-tampón mucho, determinada realización. La piedra a cal en la región de golpe de Phong Nha-Kẻ Bàng fue explotada para objetivos comerciales por los habitantes locales, pero l' autoridad local n' tomó ninguna contramedida para impedir esto. El Gobierno provincial aprobó una fábrica thermaleclectrical carbón-llenar de combustible por 3600MW en el pueblo de Vĩnh Sơn, municipio de Quảng Đông, distrito de Quang Trach, noreste de 40 kilómetros de este parque nacional. Este a mucho profundamente proyecto se refiere d' environmentlists ya que causará probablemente la contaminación de l' agua d' aire y al parque. El fuego de bosque en la temporada seca es una amenaza regular para el bosque en este parque nacional.

### Gestión de suelo
Las autoridades provinciales efectuaron la gestión de tierra y el Reglamento de las actividades comerciales en el sector que rodeaba el parque d' una manera desorganizada. Se vendieron algunos bloques de tierra a los inversores locales y los habitantes para el edificio mantienen utilidades d' una manera aleatoria, teniendo por resultado la formación de tugurios a l' entrada del parque. Esto fue compuesto por algunos inversores que no desarrollan sus suertes pero tenerlos en futura venta. L' acuerdo de planificación para 2 km² de tierra junto al parque fue criticado por mucho d' expertos como después de haber sido " hecho; sin futuro vision" [53] [54] el Gobierno provincial de Quảng Bình respondió declarando su intención de reclutar a los planificadores internationally-recognised para ayudar a programas de desarrollo de turismo d' panorama para los sectores adyacentes [55].

### Ayuda internacional
El 3 de noviembre de 2005, el Gobierno alemán anunció la aportación evaluada en 12,6 millones de euros para el servicio de administración de proteger la biodiversidad del parque. En 2007, el Gobierno alemán concedió 1,8 millones de euros al Gobierno vietnamita para la protección de este parque. Fauna & Flora International (FFI) 132.000 de euros al servicio de administración de Parque Phong Nha-Kẻ Bàng para la protección de las primacías en este parque nacional así como en la zona-tampón. En 1998, FFI condujo un proyecto de formación para el personal de gestión del parque. La Comisión británica para el desarrollo internacional financió fondos para que el WWF proteja la biodiversidad en el parque y en la reserva natural adyacente de Hin Namno de Laos. Colocación medioambiental también recibida de FFI del departamento británico para que el medio ambiente, la comida y los asuntos rurales aplican una campaña contemplada a la conciencia creciente con respecto a la protección de biodiversidad entre turistas y gente del país. En 2007, el Gobierno alemán dio más 1.8 millón de euros al Gobierno vietnamita para la protección de este parque.

## Gallery

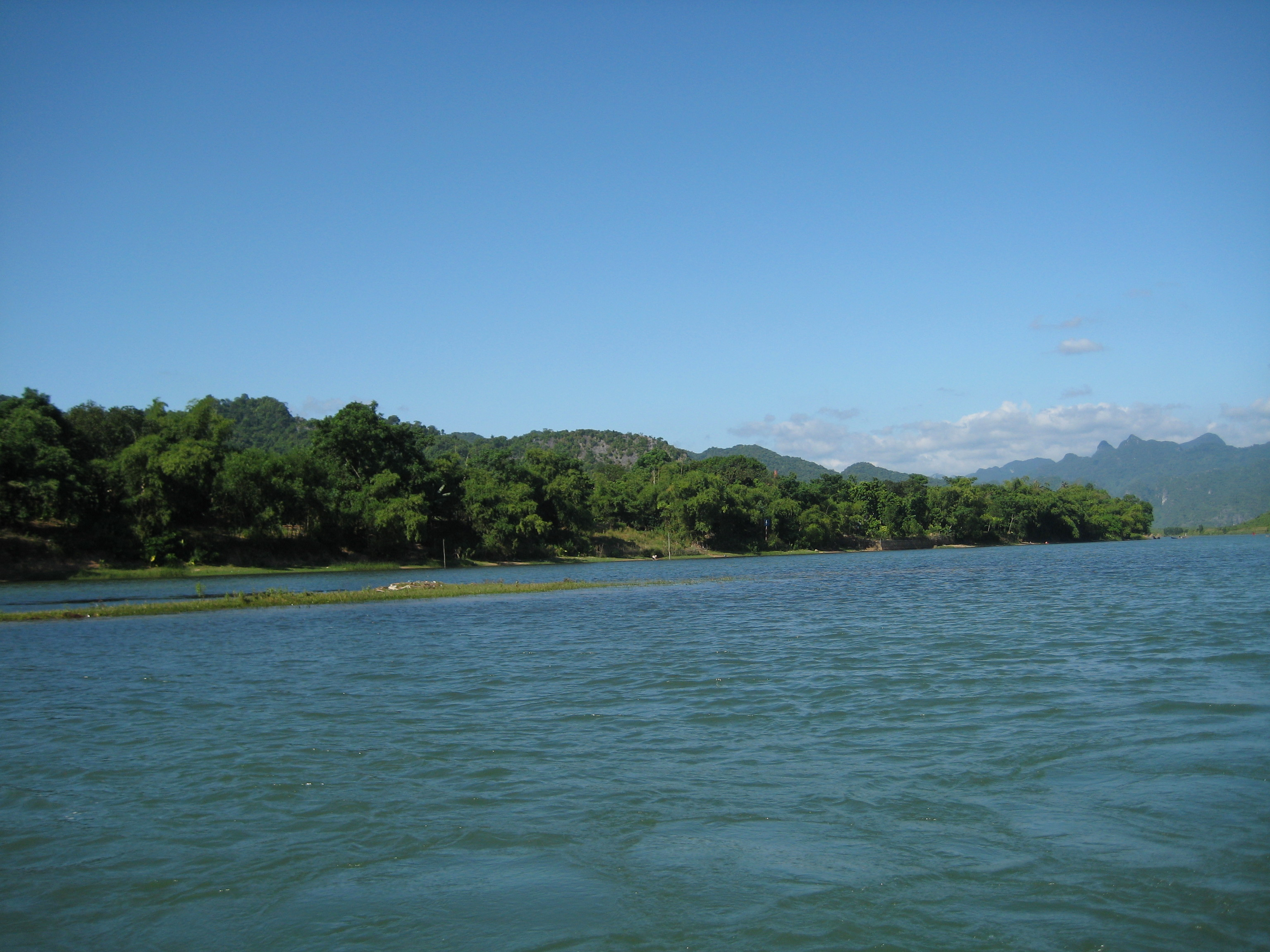
Phong Nha-Kẻ Bàng
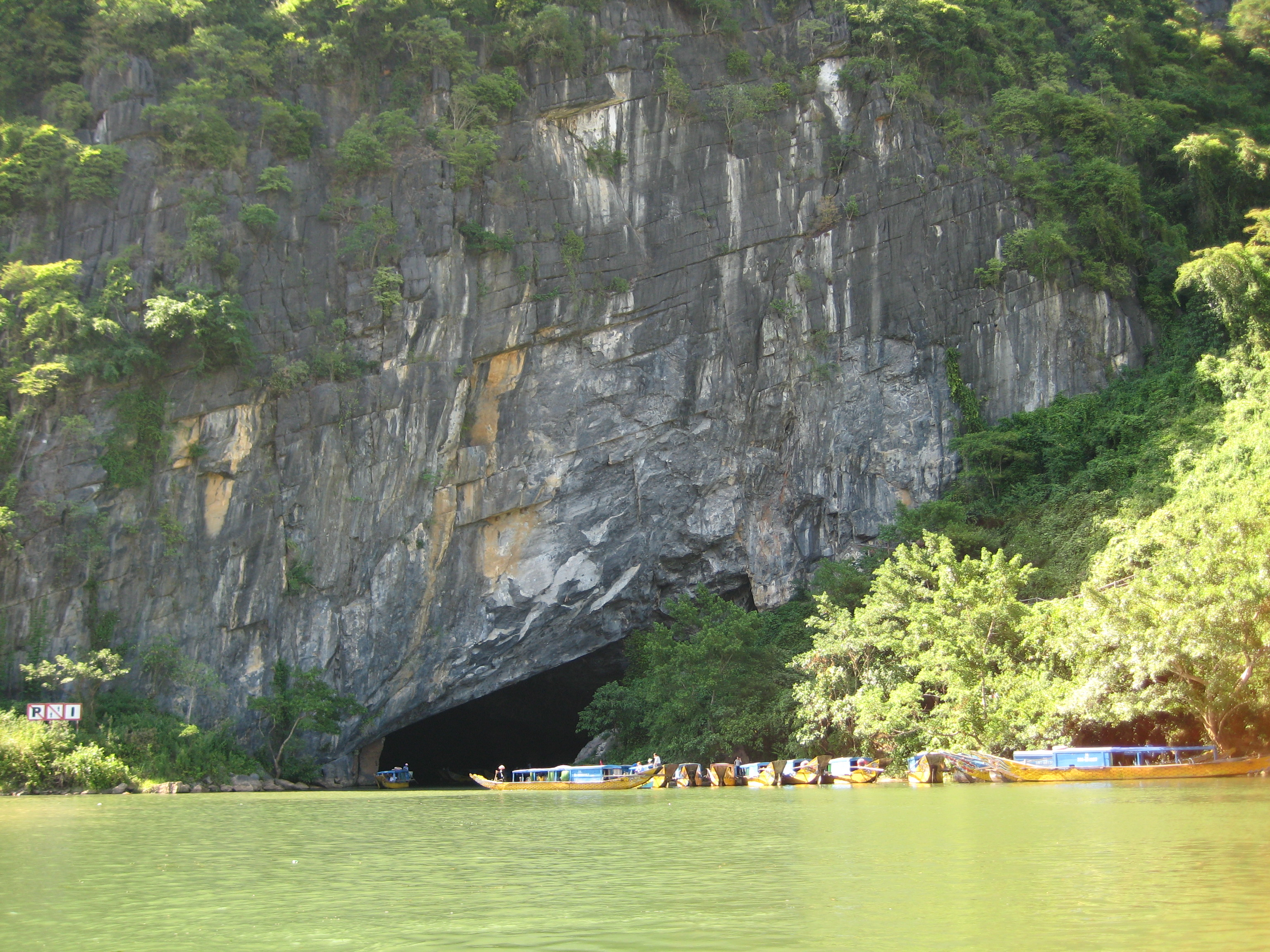
Phong Nha
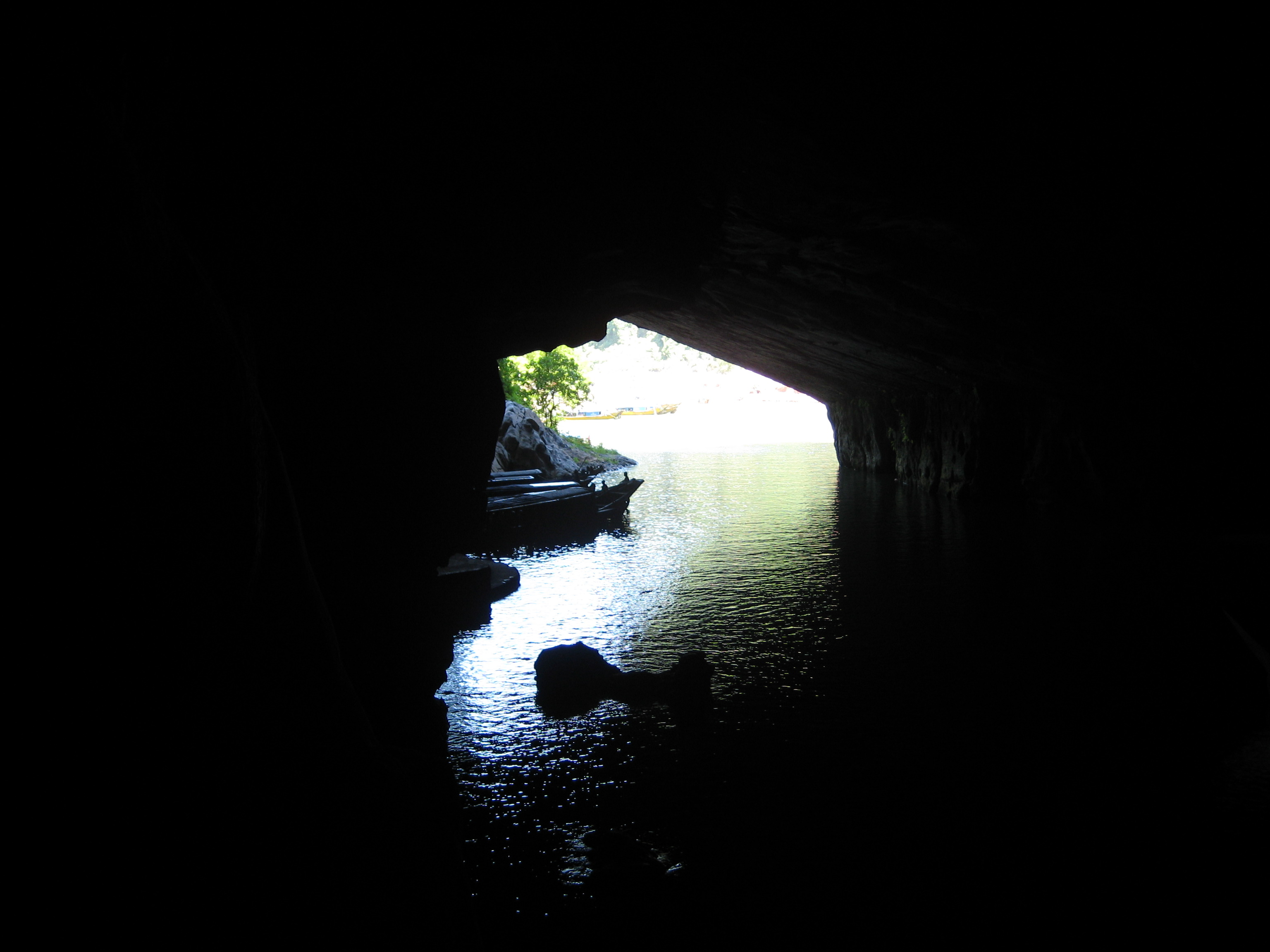
Phong Nha
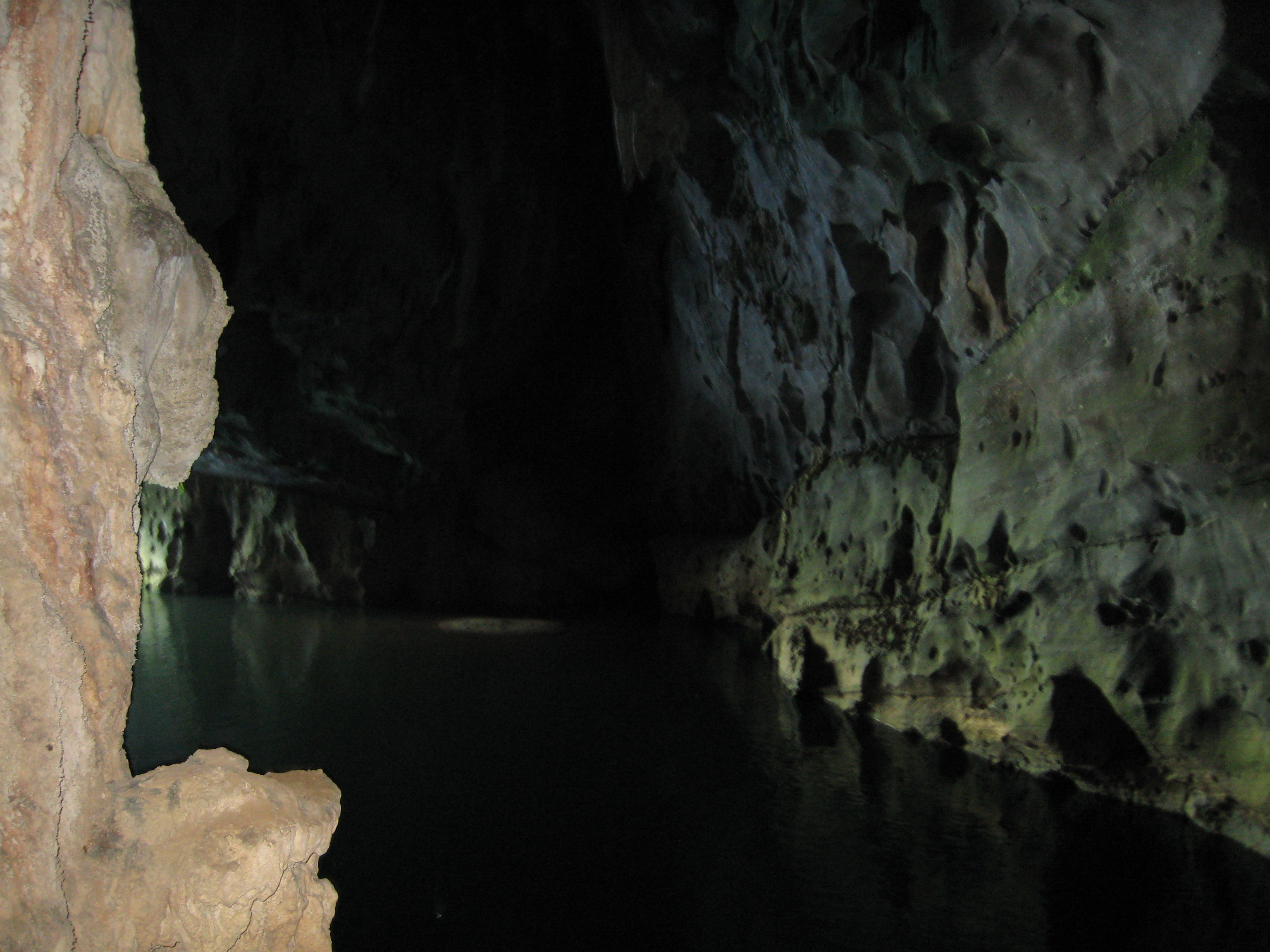
Phong Nha-Kẻ Bàng
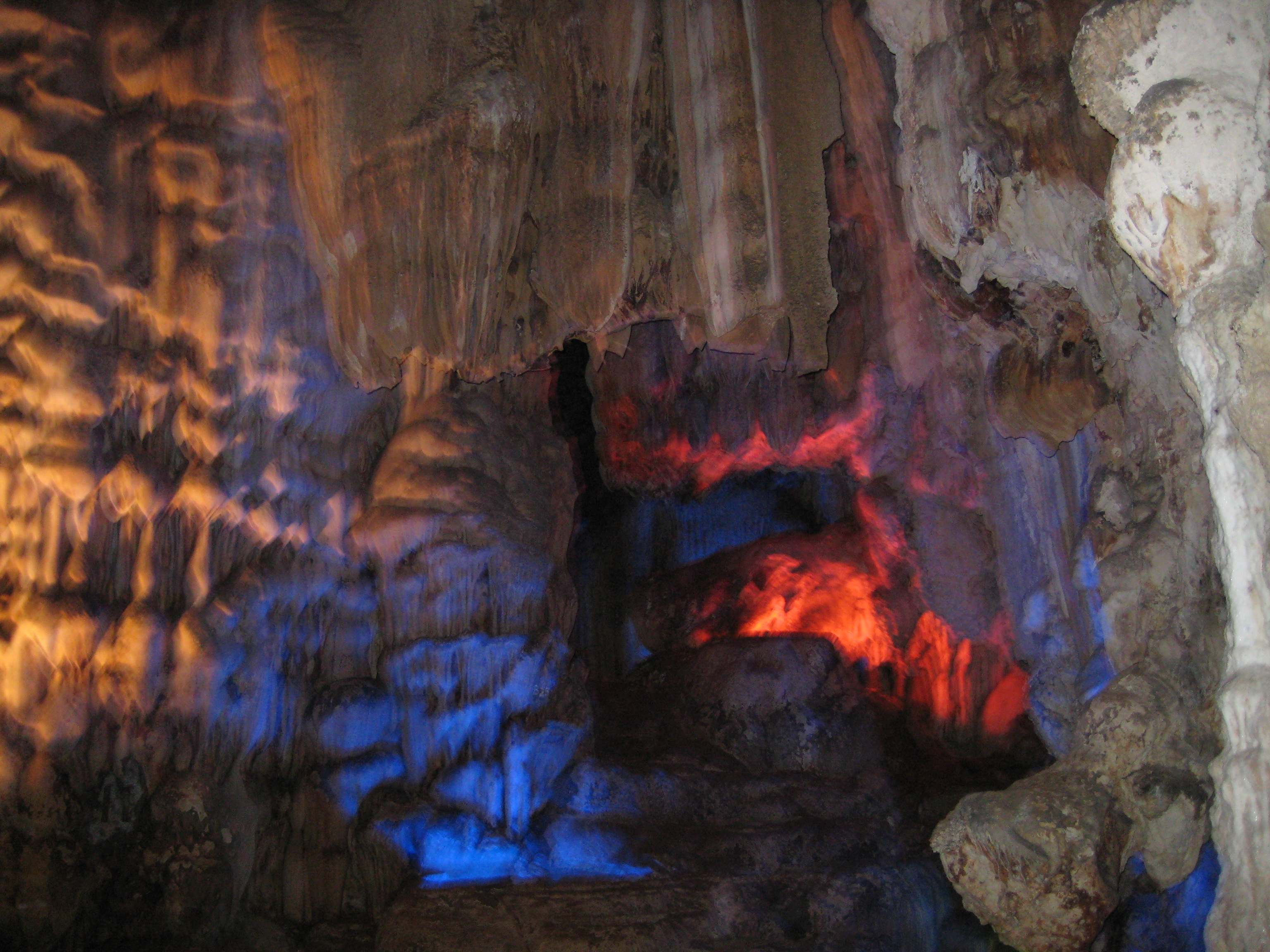
Phong Nha
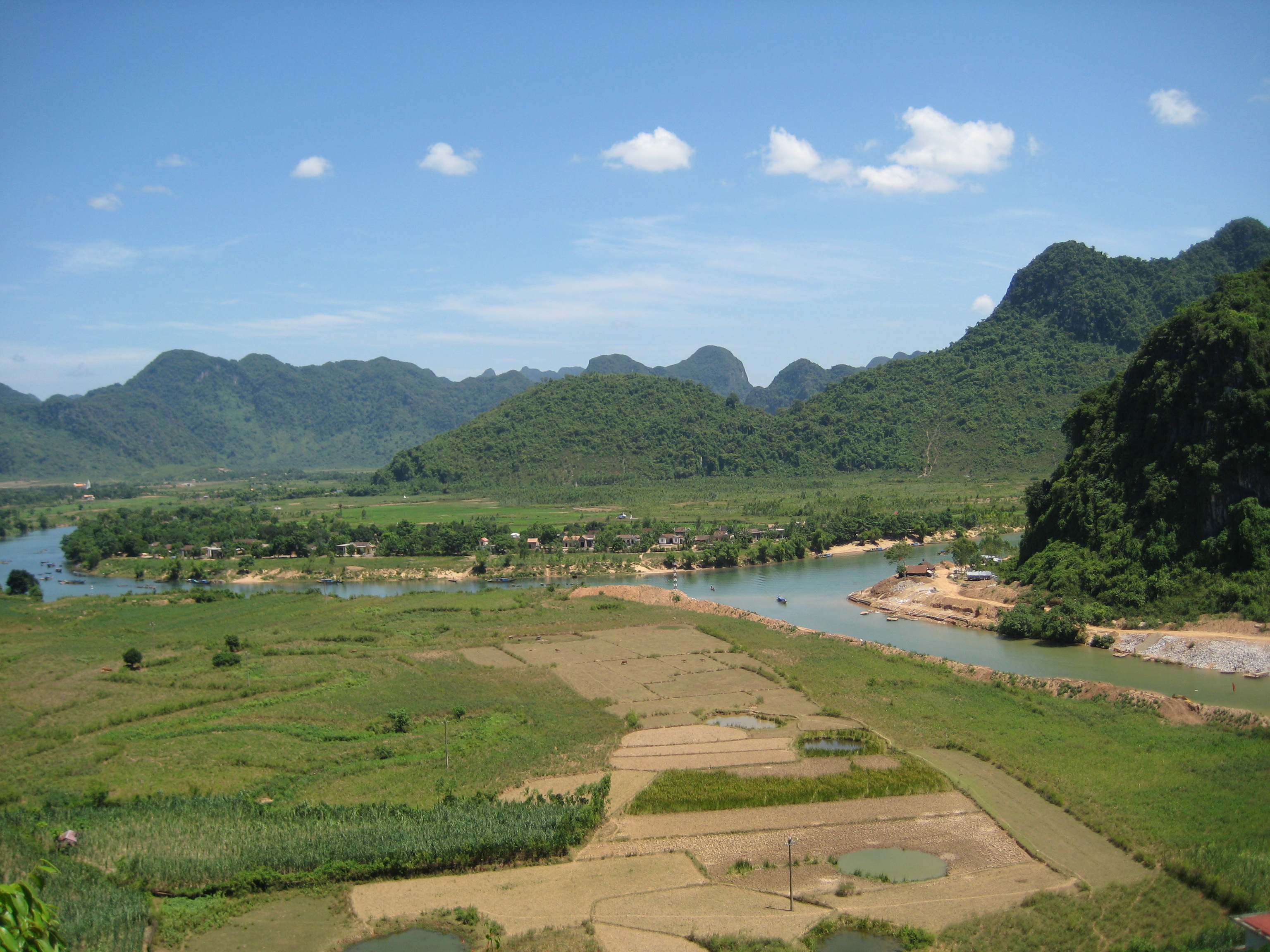
Phong Nha-Kẻ Bàng
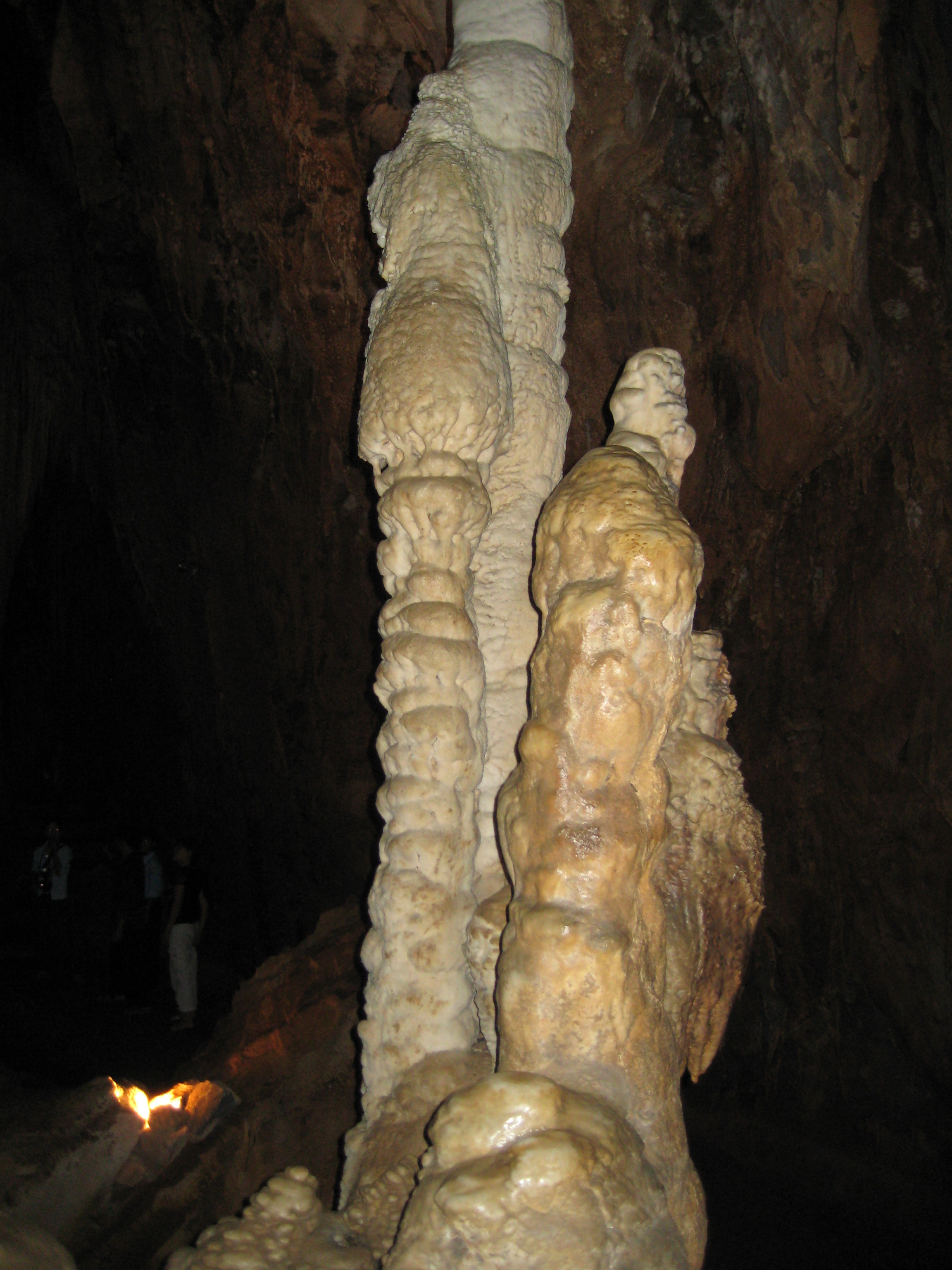
Phong Nha-Kẻ Bàng
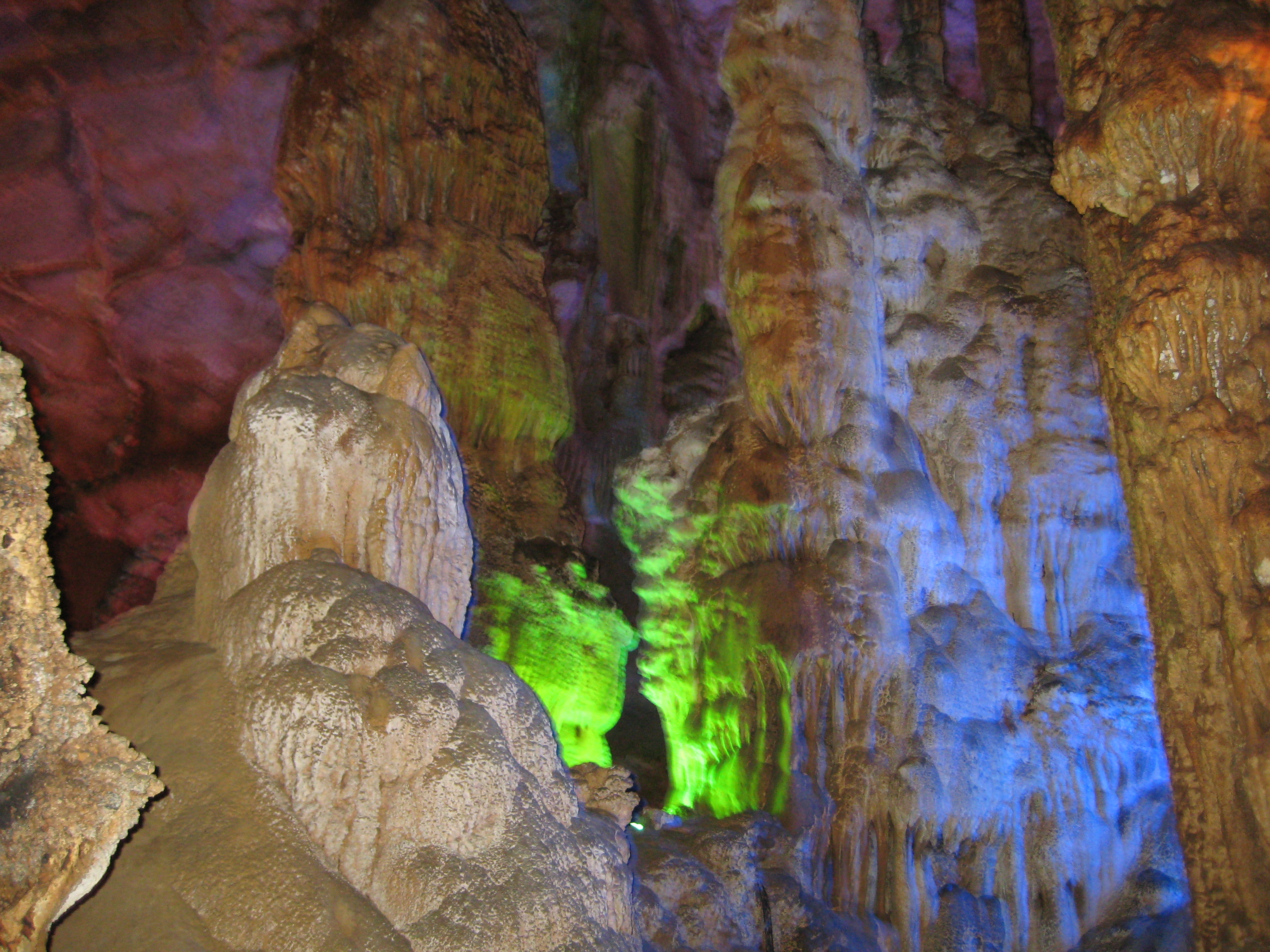
Phong Nha-Kẻ Bàng
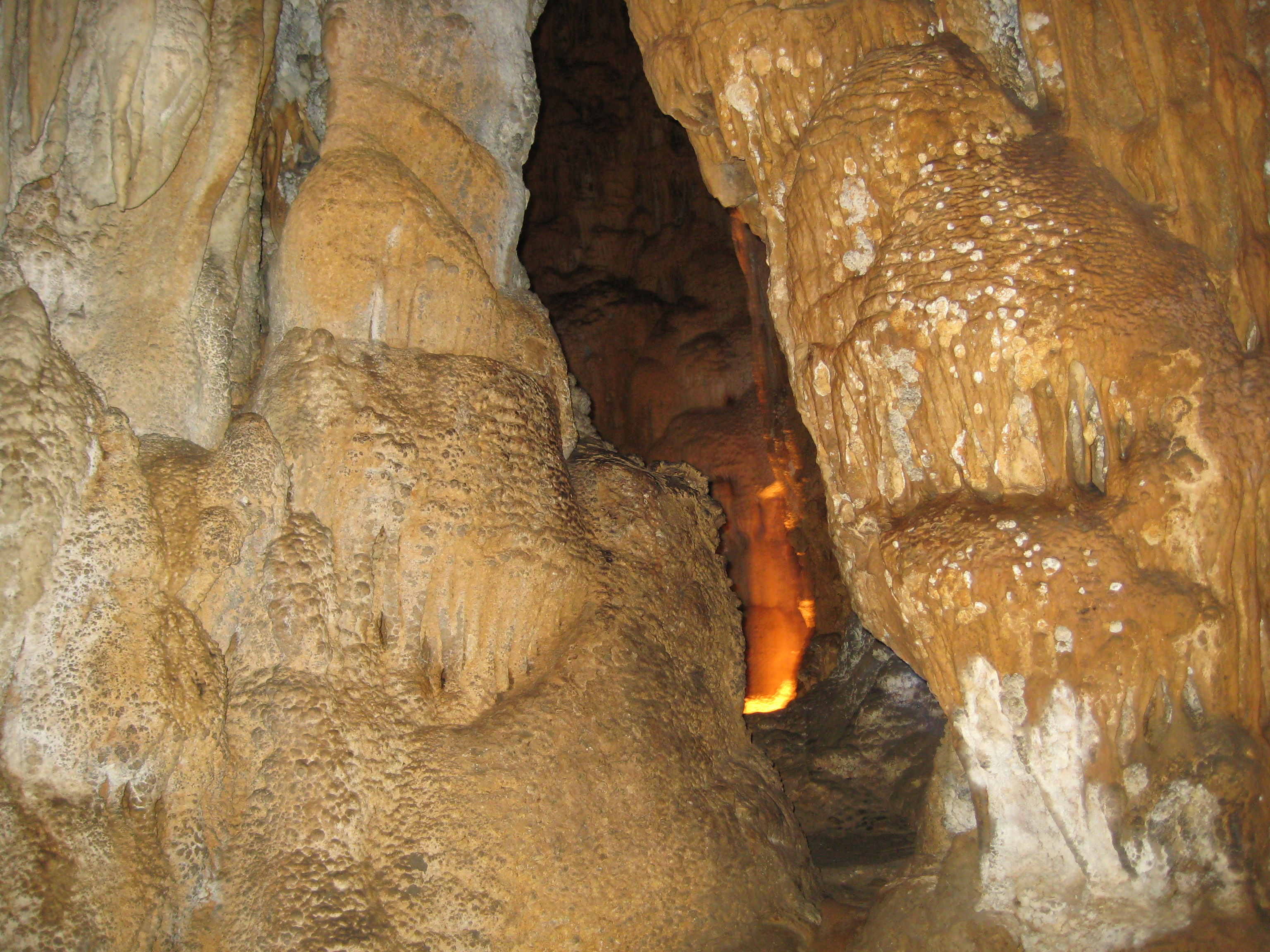
Phong Nha-Kẻ Bàng
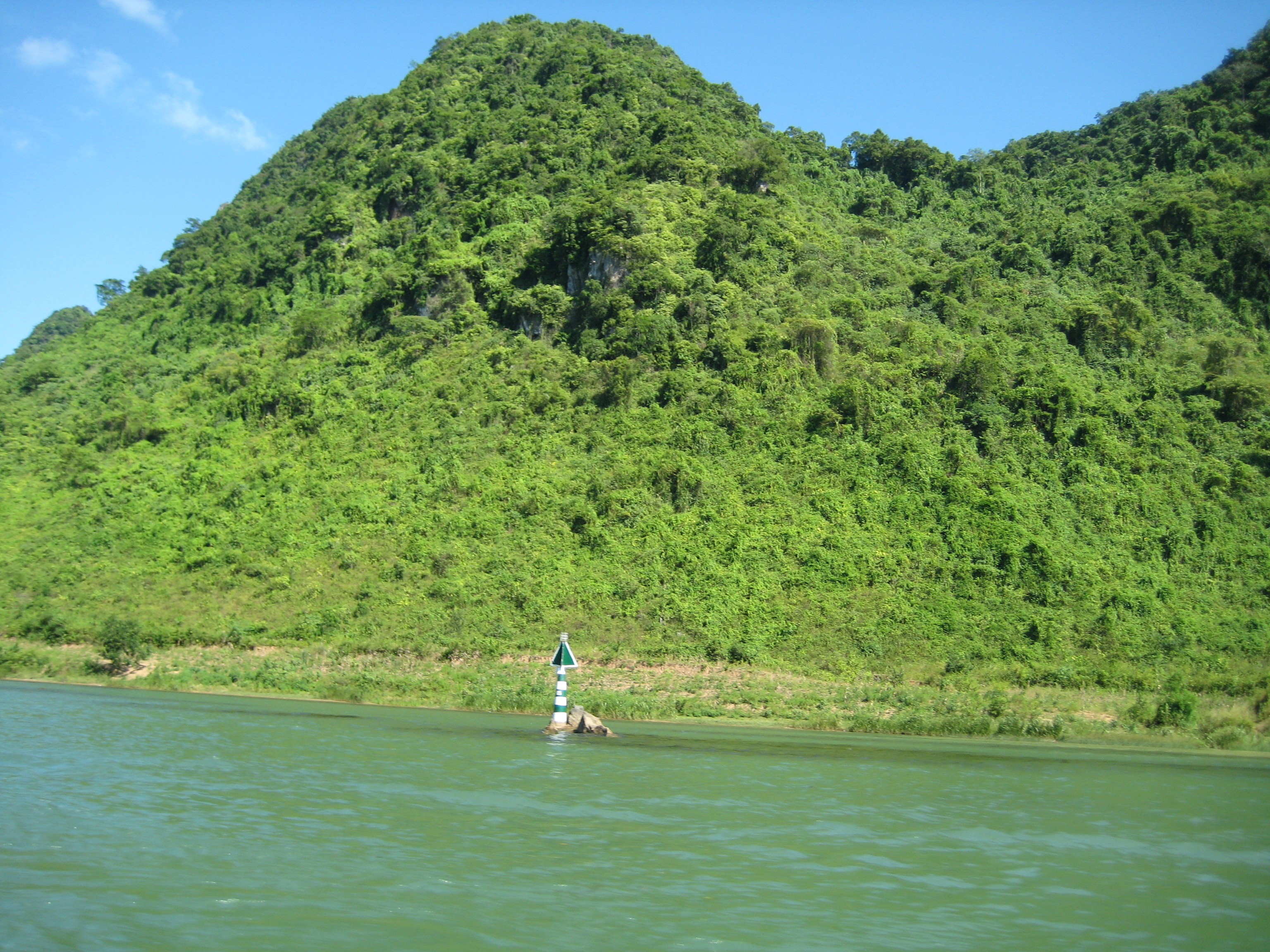
Phong Nha-Kẻ Bàng
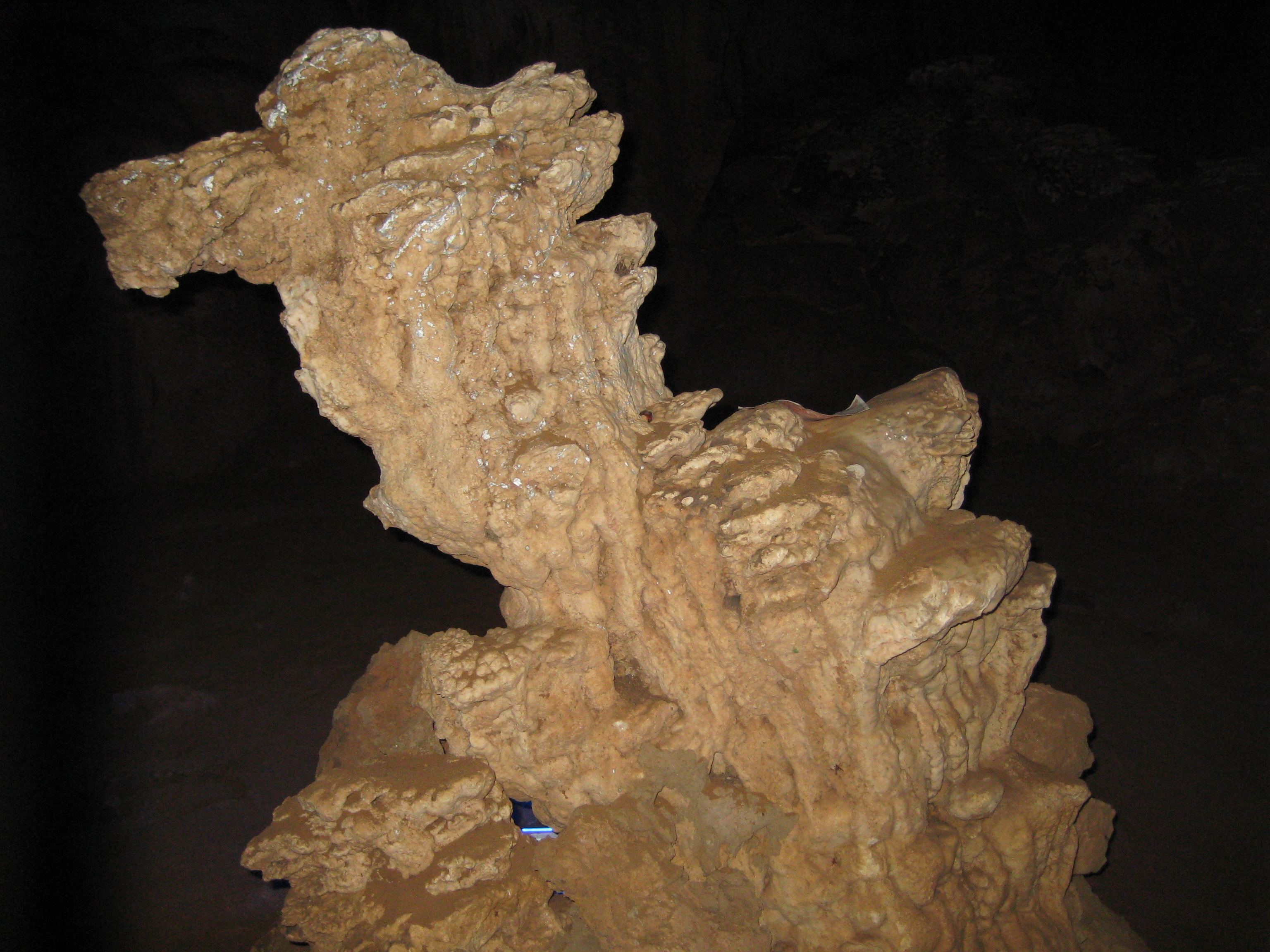
Phong Nha-Kẻ Bàng
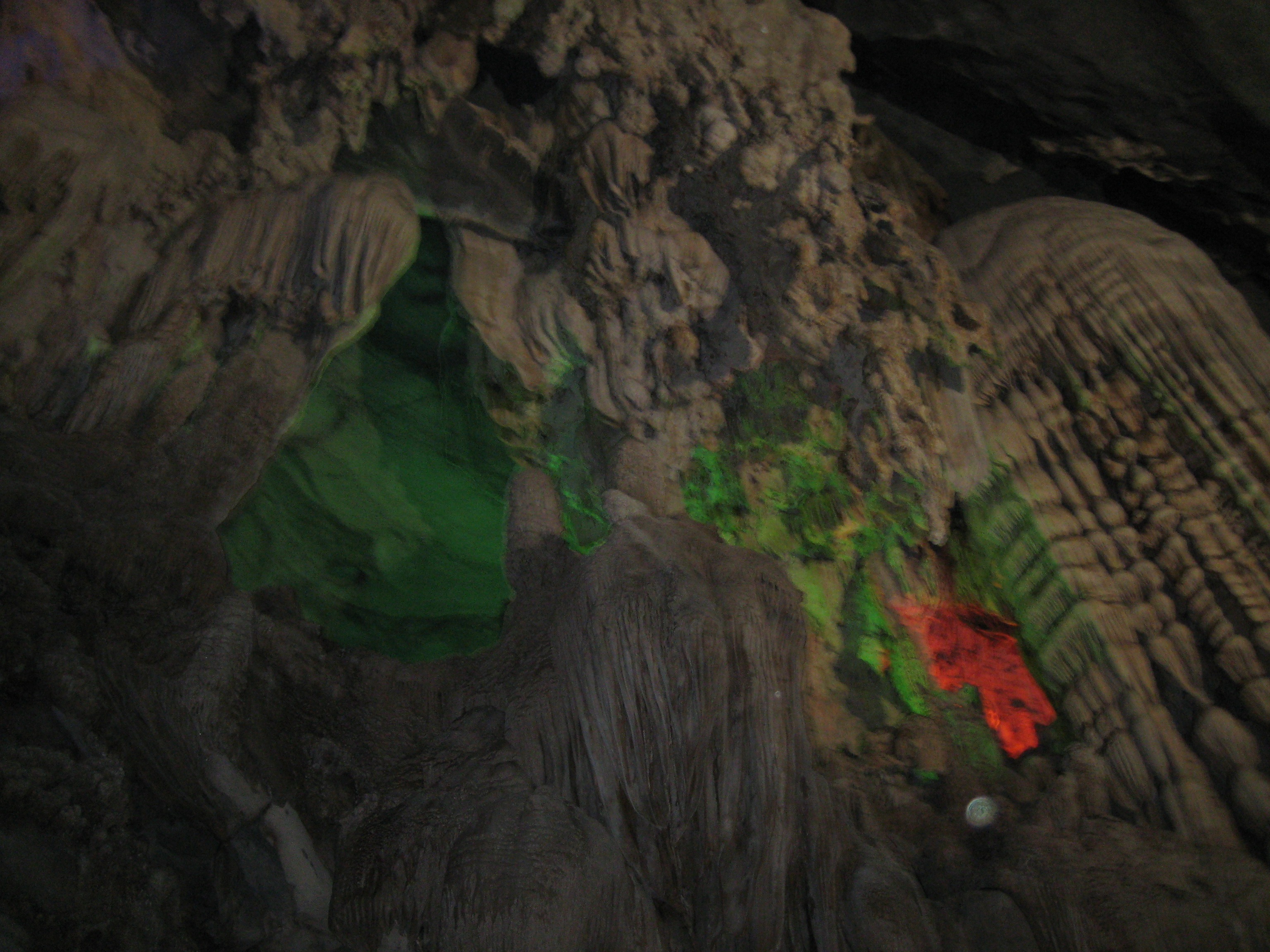
Phong Nha-Kẻ Bàng
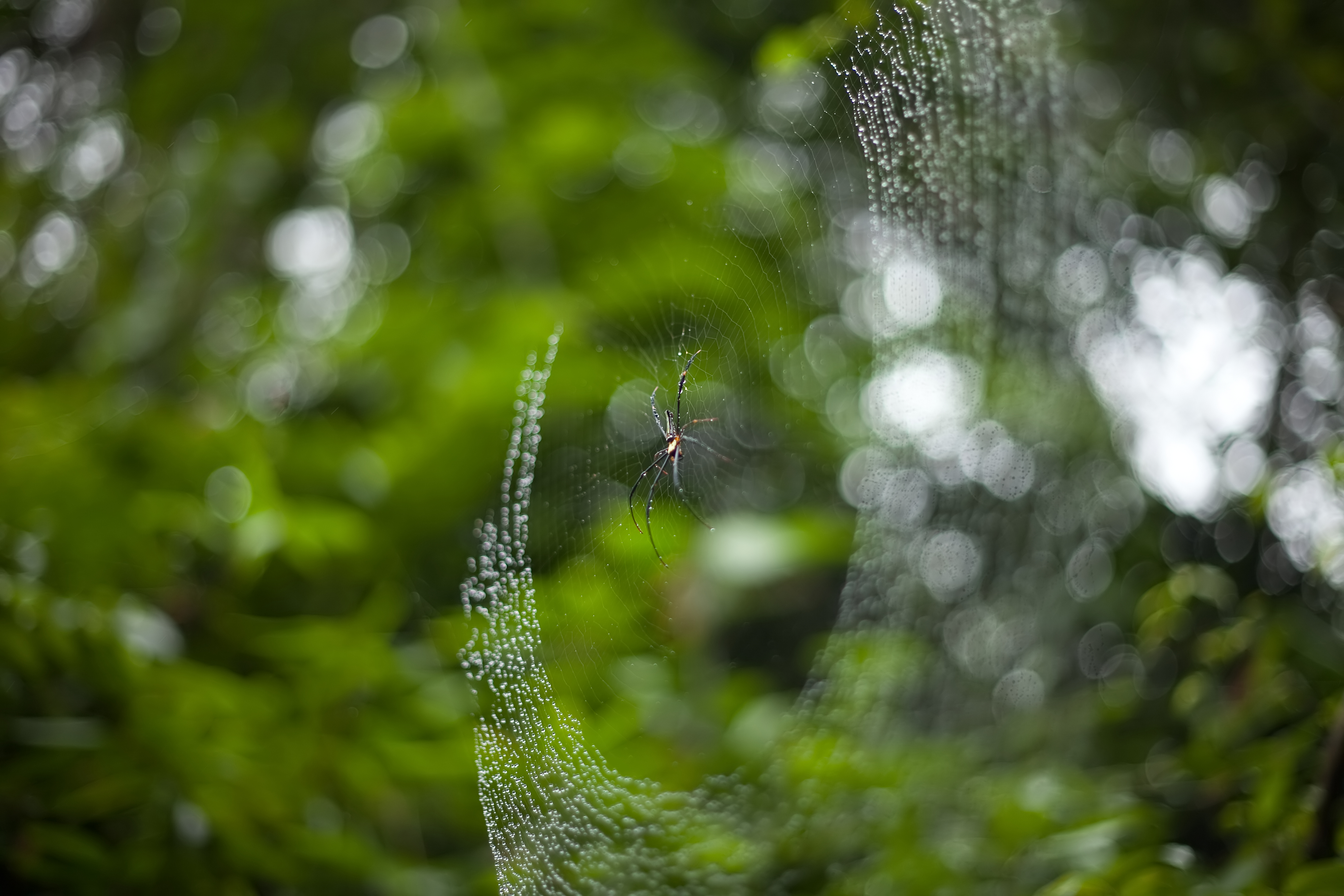
Phong Nha-Ke Bang